# Иосиф VII Ганима
Его Блаженство Иосиф VII Ганима (29.01.1881 г., Мосул, Ирак — 8.07.1958 г., Багдад, Ирак) — архиепископ Багдадский и патриарх Халдейской католической церкви с 17 сентября 1947 года по 8 июля 1958 год.

## Биография
Иосиф Ганима родился в 29 января 1881 года в городе Мосул, Ирак. 15 мая 1904 года был рукоположён в священника.
28 февраля 1925 года Римский папа Пий XI назначил Иосифа Ганима вспомогательным епископом Патриархата Вавилона Халдейского. 10 мая 1925 года Иосиф Ганима был рукоположён в епископа. 28 мая 1925 года был назначен титулярным епископом Колибрассы и 29 апреля 1945 года — титулярным архиепископом Мартирополя.
17 сентября 1947 года Святейший Синод Халдейской католической церкви избрал Иосифа Ганиму патриархом. 21 июня 1948 года Римский папа Пий XII утвердил решение Святейшего Синода.
В 1954 году Иосиф VII Ганима перенёс кафедру Патриархата из Мосула в Багдад.
Умер 8 июля 1958 года.